# Дюналь, Мишель Феликс
Мишель Феликс Дюналь (фр. Michel Félix Dunal, 24 октября 1789 — 29 июля 1856) — французский ботаник, профессор ботаники и миколог.

## Биография
Мишель Феликс Дюналь родился в Монпелье 24 октября 1789 года.
Он изучал ботанику при Огюстене Пираме Декандоле (1778—1841) и стал доктором медицины. Дюналь был профессором ботаники в Монпелье. С 1816 по 1819 год он занимал кафедру медицинской естественной истории. 12 апреля 1819 года Дюналь был избран членом-корреспондентом Французской академии наук. Он внёс значительный вклад в ботанику, описав множество видов растений.
Мишель Феликс Дюналь умер в Монпелье 29 июля 1856 года.

## Научная деятельность
Мишель Феликс Дюналь специализировался на папоротниковидных, водорослях, семенных растениях и на микологии.

## Научные работы
- Histoire naturelle, médicale et économique des Solanum, et des genres qui ont été confondues avec eux. Paris; Strasbourg: Koenig; Montpellier: Renaud, 1813.
- Solanorum generumque affinium synopsis: seu Solanorum historiae editionis secundae summarium. 1816.
- Monographie de la famille des Anonacées. Paris: Treuttel & Würtz, 1817.
- Solanaceae. S. 1–690 In: Alphonse Pyrame de Candolle (Herausgeber): Prodromus systematis naturalis regni vegetabilis. Paris 1852.

## Почести
Роды растений Dunalia Kunth семейства Паслёновые, Dunalia Spreng. семейства Мареновые и Dunaliella Teodor. семейства Дуналиелловые были названы в его честь.